# 牛答應
牛答應 （亦作紐答應），姓名及出身均不詳，清朝康熙帝之答應。

## 生平
目前並不清楚牛答應是在何時被康熙帝收為後宮主位，有學者推測她在康熙朝時可能已經有大答應的身份。康熙四十六年，康熙帝後宮中有一位以「牛」字作為稱號的常在，另外還有不明稱號的「大答應十人」，牛答應或在其中。雍正九年十二月，寧壽宮內仍有「紐答應」之名。雍正十三年九月初六日巳時，葬入景陵妃園寢。